# Relações entre China e Peru
As relações entre China e Peru remontam a 1849, quando ocorre a primeira imigração chinesa no Peru, que constitui o primeiro fluxo de migrantes da China para a América Latina, tornando-se atualmente a maior colônia chinesa da América Latina.

## História
Segundo Fernando de Trazegnies Granda em seu livro " No País das Colinas de Areia ", havia um consulado peruano em Macau desde o início dos anos 50 no século XIX, que frequentava certificações relacionadas aos procedimentos de contratação de trabalhadores chineses com baixa qualificação, chamados coolies.
Em 26 de junho de 1874, foi assinado em Tientsin, o Tratado de Amizade, Comércio e Navegação entre o Peru e a China, que entrou em vigor em março de 1876, após ratificações nos dois países. O referido tratado foi assinado por Aurelio García e García.
Durante os anos 60, havia consulados-gerais peruanos em Hong Kong, na época uma colônia britânica, até os anos 70 é estabelecido um consulado-geral ao qual a jurisdição de Macau é adicionada, e ainda uma colônia portuguesa.
A República Popular da China e Peru estabeleceram relações diplomáticas por meio de um comunicado conjunto datado de 2 de novembro de 1971 em Ottawa, Canadá. Com esse fato, a República Popular da China fez sua entrada nas Nações Unidas, sendo o voto peruano decisivo para a China se juntar à maioria. Este documento estabeleceu o respeito comum pela soberania de cada estado, coexistência pacífica, não intervenção nos assuntos internos e o reconhecimento do Peru perante o Governo da República Popular da China como único representante legal do povo chinês. A declaração foi ratificada por pronunciamentos presidenciais em 1994 e 1999.
As relações diplomáticas da República Popular da China com o Peru começaram como resultado da convergência de vários fatores econômicos e políticos. Entre os primeiros, o boom de exportações do Peru ocorreu no final da década de 1960, que determinou a busca de novos mercados, especialmente no caso da China, para a colocação de farinha de peixe. Essas operações comerciais precederam as relações diplomáticas e motivaram o envio de várias missões à China.
A República Popular da China estabeleceu sua Embaixada no Peru em fevereiro de 1972, enquanto o Peru fez o mesmo em março do mesmo ano. Em maio de 2002, o Peru abriu um consulado-geral em Xangai.
Atualmente, na costa norte e na selva peruana, bem como em Lima, possível contar mais de 1 milhão e 300 mil chineses ou descendentes de chineses cantoneses, dedicados principalmente ao comércio e à condução de restaurantes de comida chinesa fundida chamada Chifa, que é parte importante e integrante da gastronomia peruana. Na esfera política e econômica, os dois países são membros ativos da Cooperação Econômica Ásia-Pacífico (APEC). Hoje, os valores de investimento direto da China e do Japão constituem as maiores contribuições da Ásia para o Peru.
Em 28 de novembro de 2009, China e Peru assinaram um acordo de livre comércio.
Em 25 de abril de 2019, o Peru assinou a iniciativa "The Strip and the Road", promovida pela China.

## Missões diplomáticas
- A China é representada no Peru através de sua embaixada em Lima.
- O Peru é representado na China através de sua embaixada em Pequim e consulados em Guangzhou, Hong Kong e Xangai.